# اچ‌ام‌اس کشمیر (اف۱۲)
اچ‌ام‌اس کشمیر (اف۱۲) (به انگلیسی: HMS Kashmir (F12)) یک کشتی بود که طول آن ۳۵۷ فوت (۱۰۹ متر) بود. این کشتی در سال ۱۹۳۹ ساخته شد.